# متحف إسطنبول للرسم والنحت

متحف إسطنبول للرسم والنحت (بالتركية: İstanbul Resim ve Heykel Müzesi) هو متحف يقع في مدينة إسطنبول، ويُعنى بعرض أعمال فنية في مجالي الرسم والنحت.
افتُتح في 20 أيلول عام 1937 في قصر دولما بهجة (Dolmabahçe Sarayı)، وذلك بعد تخصيص جناح خاص له. ويُعد من أوائل المؤسسات الفنية الرسمية في الجمهورية التركية، حيث يضم مجموعة واسعة من الأعمال التي تعكس تطورالفنون التشكيلية في تركيا، إلى جانب أعمال لفنانين عالميين.